# 西班牙征服撒丁岛
西班牙征服撒丁岛发生在1717年8月至11月间，这是西班牙王国与神圣罗马帝国在西班牙王位繼承戰爭后的首次戰爭，這次戰爭也是導致四国同盟战争爆發的直接原因。西班牙军队在此次戰爭中击败了神圣罗马帝国的军队并征服了自1714年拉什塔特和約簽訂以来一直由神圣罗马帝国统治的撒丁岛全境。不過此次戰爭也是西班牙最後一次佔據撒丁島。

## 背景
西班牙王位继承战争结束后，随着《拉斯塔特条约》的签订，西班牙失去了在撒丁岛、意大利和低地国家的所有财产。撒丁王国、西班牙荷兰、米兰公国和那不勒斯王国被交给了奥地利，而西西里则被交给了萨伏伊公爵。这些领土被西班牙统治了近两个世纪，失去这些领土被认为是对西班牙在实际和威信方面的巨大打击。
1717年，随着西班牙再次成为重要的军事强国，以及西班牙国王菲利普五世恢复西班牙在意大利和地中海的霸主地位的野心，欧洲其他大国，即英国、法国和奥地利，为加强《乌得勒支条约》（1713年），考虑将西西里岛割让给神圣罗马帝国皇帝查理六世，但这一安排令西班牙不满，它想收回该岛屿。 在这种背景下，加上奥地利人在米兰逮捕了西班牙大审讯官何塞·莫利纳（Jose Molina），菲利普五世获得了他所寻求的借口。 7月，西班牙国王命令在巴塞罗那准备的西班牙舰队征服撒丁岛，开始与奥地利的敌对行动。

## 征服撒丁岛的过程
西班牙远征军的大部分于7月24日从巴塞罗那港出发；舰队的其余部分于7月30日出发。舰队在马里侯爵的指挥下，包括9艘风帆战列舰、6艘护卫舰、3艘桨帆船（galleys）、2艘火船以及80艘运输船和商船。军队是8500名步兵和500名骑兵，由莱德侯爵（Marquis of Lede）指挥。
8月22日，西班牙军队在撒丁岛登陆，并在短短两个月内重新征服了全岛，该岛的防务由鲁比侯爵指挥。迅速的胜利主要是由于圣菲利普侯爵的心理攻势，他通过在岛上巡视鼓励撒丁人，这些人对奥地利的统治不满意，宁愿回到西班牙的统治之下。只有阿尔盖罗和卡斯特拉贡的据点以及重要城市卡利亚里进行抵抗。但很快，鲁比指挥的卡利亚里的奥军在没有援军的情况下，决定逃往岛的北部，10月4日，西班牙人占领了该城。几天后，10月19日，莱德和蒙特马尔公爵（Duke of Montemar）率领的西班牙军队围攻阿尔盖罗，该城于10月25日投降。10月30日，卡斯泰拉贡内斯陷落，以西班牙胜利告终。

## 后果
奥地利最初对这次入侵的反应是有限的，因为奥地利把所有的资源都投入到了1716-18年的奥土战争中，而奥地利的最高指挥官，萨伏伊的欧根亲王，希望避免在意大利与西班牙发生大的战争。《帕萨罗维茨条约》结束了奥斯曼帝国和奥地利之间的战争，8月2日，这导致了四国联盟的形成。
与此同时，1718年7月，西班牙人这次带着3万人，包括4个骑兵团，再次由勒德侯爵率领，以及一支由350艘船组成的舰队，还有250多门火炮，入侵了西西里岛。西班牙军队于7月7日占领了巴勒莫，然后将军队一分为二。德·莱德在7月18日至9月30日期间沿着海岸线围攻墨西拿，而蒙特马尔公爵则征服了该岛的其他地区。
法国、奥地利和英国要求西班牙从西西里岛和撒丁岛撤军。萨伏伊的维托里奥·阿梅迪奥二世的态度很暧昧，他接受了与西班牙首相阿尔贝罗尼红衣主教（Cardinal Alberoni）的谈判，以形成一个反奥地利联盟。在这场战争结束后，西班牙将根据《海牙条约》的规定放弃撒丁岛。